# Червона пустеля (фільм, 1964)

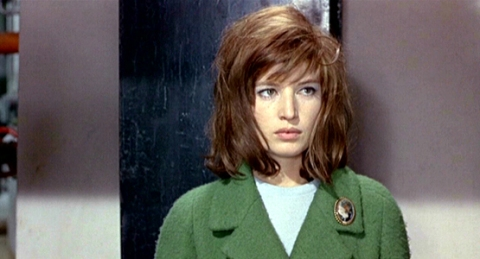
Моніка Вітті (Джуліана), кадр з фільму

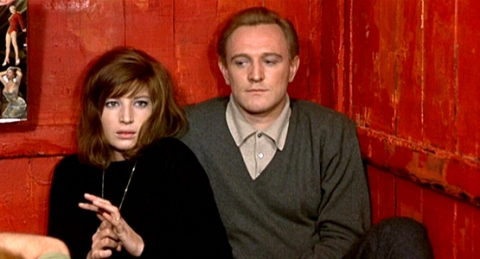
Моніка Вітті і Річард Гарріс, кадр з фільму

«Червона пустеля» (італ. Il Deserto Rosso) — італійська кінодрама режисера Мікеланджело Антоніоні, випущена 4 вересня 1964 року, з Монікою Вітті і Річардом Гаррісом у головних ролях. Фільм здобув приз «Золотий лев» XXV Венеціанського кінофестивалю за найкращий фільм (1964).

## Сюжет
Усередині Джуліани химерно поєднуються страх, самотність і потяг до кохання. Жінка, яка пережила аварію, почувається спустошеною, їй незатишно в брудному, похмурому світі. Довгі операторські плани показують її тендітну фігуру серед індустріального пейзажу. Джуліана рухається майже навпомацки.
Єдина істота, до якої вона відчуває прихильність, — її маленький син Валеріо. Один час здається, що її може зрозуміти діловий партнер чоловіка — Коррадо Зеллер. Однак їхній швидкоплинний зв'язок нічим не закінчується.
Джуліана розповідає своєму синові про чудовий південний острів, де живе юна дівчина і співають скелі. Прийшовши ввечері на причал, вона просить службовця одного з кораблів відвезти її звідси. Але він не розуміє її — вони говорять різними мовами.
У заключній сцені Джуліана вказує синові на отруйний дим, що валить із заводських труб, і зауважує, що птахи (на відміну від людей) пристосувалися уникати того, що згубно для них.

## У ролях
- Моніка Вітті — Джуліана
- Річард Гарріс — інженер Коррадо Зеллер
- Карло Кйонетті — Ріккардо
- Ксенія Вальдері — Лінда
- Ріта Ренуар — Емілія детта Міллі
- Альдо Гротті — Макс
- Лілі Реймс — дружина Маріо
- Валеріо Бартолеші — Валеріо
- Емануела Пала Карбоні — епізод
- Бруно Боргі — епізод
- Джузеппе Конті — епізод
- Джуліо Котіньйолі — епізод
- Джованні Лоллі — епізод
- Хірам Міно Мадонія — епізод
- Джуліано Міссіріні — Маріо
- Артуро Парм'яні — епізод
- Карла Равазі — Йоле
- Іво Шерп'яні — епізод
- Бруно Скіпйоні — епізод

## Знімальна група
- Режисер — Мікеланджело Антоніоні
- Сценарій — Мікеланджело Антоніоні, Тоніно Гуерра
- Продюсер — Тоніно Черві, Анджело Ріццолі
- Оператор — Карло Ді Пальма
- Композитор — Джованні Фуско, Вітторіо Джельметті
- Художник — П'єро Полетто, Джитт Магріні
- Монтаж — Еральдо Да Рома

## Авторський задум
Думку про створення цього фільму Антоніоні навіяло відвідування індустріальних передмість Равенни. За власним зізнанням, слідом за Фернаном Леже він побачив тут абсолютно перетворений людиною світ, сповнений своєрідною красою, але позбавлений звичних оку координат (наприклад, дерев). Людині рано чи пізно доведеться пристосуватися до нього, проте поки що не всім це вдається. Чоловік і син Джуліани почуваються в цьому світі цілком затишно: улюблені іграшки сина — робот і дзиґа з ґіроскопом, який надає йому стійкості. Нервовий розлад і душевна нестійкість Джуліани — від відсутності точок дотику з цією сучасною реальністю та її мешканцями.

## Кінематографія
Для характеристики емоційного стану Джуліани режисер новаторськи використовував колір. Під час підготовки до зйомок він писав про те, що має намір працювати з кольором не як фотограф, а як художник: не сліпо копіювати кольори реальності — а створювати їх за своєю волею. Для цих цілей знімальна група перефарбовувала траву і дерева в нарочито сірі або білясті тони. Сплески статевого потягу позначені вторгненням різних відтінків червоного (напр., цього кольору поручні ліжка, на якому займаються коханням Джуліана і Коррадо, а аналогічні поручні в її власному будинку — блідо-блакитні). Жовтим кольором позначені отруйний дим фабричних труб і прапор на ураженому хворобою кораблі. Прокидаючись після ночі кохання з Коррадо, Джуліана виявляє, що білі стіни його готельного номера стали ніжно-рожевими — якраз такого кольору був пісок на острові, про який вона мрійливо розповідала синові. Душевний стан героїні, крім ретельно підібраної колірної гами, характеризують тривожні гудки пароплавів і неприродні металеві звуки загадкового походження.

## Нагороди
- 1964 — два призи Венеціанського кінофестивалю: «Золотий лев» та приз ФІПРЕССІ (обидва — Мікеланджело Антоніоні)
- 1965 — премія Італійського національного синдикату кіножурналістів («Срібна стрічка») за найкращу кольорову операторську роботу (Карло ді Пальма)